# Gudingsgrundet
Gudingsgrundet är en ö nära Boskär i Nagu,  Finland.   Den ligger i Pargas stad i den ekonomiska regionen  Åboland  och landskapet Egentliga Finland. Ön ligger omkring 2 kilometer öster om Boskär, omkring 19 kilometer söder om Nagu kyrka,  53 kilometer sydväst om Åbo och 170 km väster om Helsingfors. Närmaste allmänna förbindelse är förbindelsebryggan vid Nagu Berghamn som trafikeras av M/S Eivor och M/S Cheri.